# Alex von Falkenhausen Motorenbau

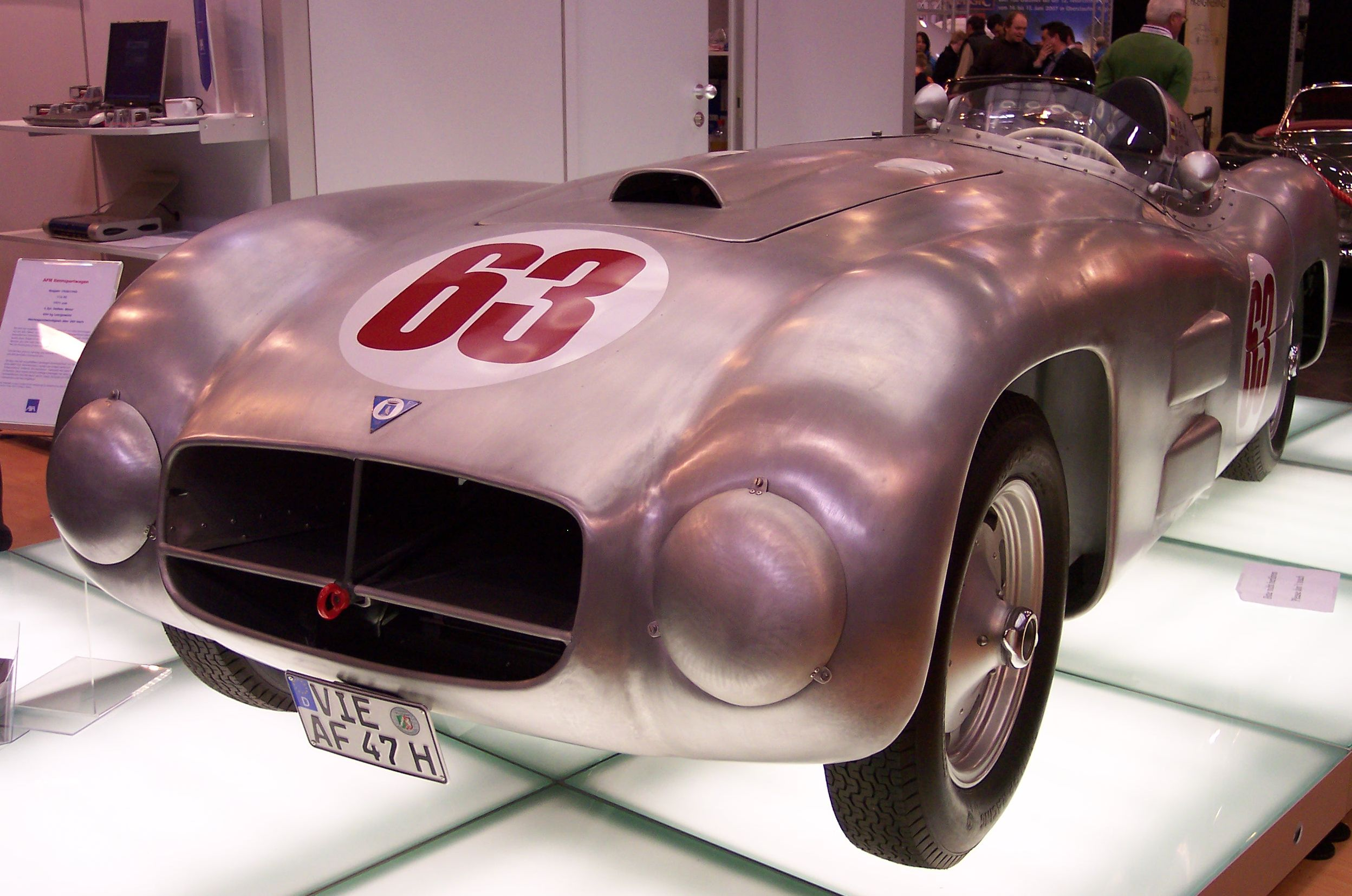
AFM sportvagn

Alex von Falkenhausen Motorenbau, eller AFM var en västtysk tillverkare av tävlingsbilar.

## Historik
Alexander von Falkenhausen hade arbetat för BMW under 1930-talet. Tillsammans med bland andra Ernst Loof och Fritz Fiedler hade han tagit fram sportbilen 328.
Efter andra världskriget startade von Falkenhausen en verkstad i München, där han trimmade 328-motorer. Senare började han bygga sportvagnar och formel 2-bilar under eget namn, med utvecklingar av 328-motorn. Bland förarna fanns namn som Hans Stuck, Fritz Riess och Manfred von Brauchitsch. Stuck var även involverad i utvecklingen av en liten V8-motor konstruerad av Richard Küchen och som monterades i ett AFM-chassi. Under säsongerna 1952 och 1953 tävlade flera privatförare med AMF-bilar.
AFM lades ned 1954 när von Falkenhausen åter började arbeta för BMW. Där ledde han företagets motorsportavdelning.

## F1-säsonger
| Säsong | Tävlingsnamn                     | Bil    | Motor         | Poäng | Förare 1   |
| ------ | -------------------------------- | ------ | ------------- | ----- | ---------- |
| 1952   | Alex von Falkenhausen Motorenbau | AFM 50 | Küchen 2.0 V8 | 0     | Hans Stuck |

## Andra stall
| Stall               | Säsong | Konstruktör | Antal lopp |
| ------------------- | ------ | ----------- | ---------- |
| Helmut Niedermayr   | 1952   | AFM-BMW     | 1          |
| Helmut Niedermayr   | 1953   | AFM-BMW     | 1          |
| Willi Heeks         | 1952   | AFM-BMW     | 1          |
| Ludwig Fischer      | 1952   | AFM-BMW     | 1          |
| Willi Krakau        | 1952   | AFM-BMW     | 1          |
| Hans Stuck          | 1953   | AFM-Bristol | 2          |
| Karl-Günther Bechem | 1953   | AFM-BMW     | 1          |